# Aliança Grego-Sérvia de 1867
Tratado de Vöslau (em grego:  Συνθήκη της Φεσλάου, em sérvio:  уговор о савезу у Феслау), um tratado de aliança militar entre o Reino da Grécia e o Principado da Sérvia, foi assinado em 26 de agosto de 1867. O tratado foi negociado pelo ministro grego Petros Zanos e pelos ministros sérvios Jovan Ristić, Milan Petronijević e Ilija Garašanin (que se reuniram com Zanos no início). As discussões anteriores haviam sido organizadas em Viena.   No preâmbulo, é dito que "a posição dos cristãos no leste é insuportável" e que eles necessitavam se libertarem.  Foi proposta pelo ministro das Relações Exteriores grego Charilaos Trikoupis e foi a primeira e única aliança assinada entre a Grécia e outro país durante o século XIX.  Igualmente, seria a primeira tentativa de uma aliança entre as nações dos Bálcãs contra o Império Otomano.  Os dois Estados concordaram com os territórios que cada um deles ocupariam na sequência de uma guerra exitosa contra os otomanos. 
As negociações tinham sido dificultadas por questões sobre a divisão dos territórios: os gregos procuraram estabelecer apenas o mínimo com base na população, igualdade de origem e tradições históricas, ao passo que o príncipe Mihailo Obrenović III buscava o mínimo de território, assumindo a Bósnia e Herzegovina, e a Velha Sérvia do Drim ao Iskar. Os gregos, nesse caso, buscavam a Tessália, Epiro e a Macedônia entre a Tessália e o Mar, a Trácia e as Cordilheira dos Bálcãs. Finalmente, a proposta grega foi aceite: a Bósnia e Herzegovina para a Sérvia, Epiro e Tessália com a Crimeia para a Grécia.  A possibilidade de uma aliança balcânica foi prevista e o seu estabelecimento também como um princípio para uma autodeterminação nacional no Próximo Oriente.  Uma ata especial incluía os direitos de ambos os lados, que, caso não conseguissem alcançar o mínimo de anexações no Artigo 4 (Bósnia e Herzegovina, Epiro e Tessália), iriam buscar compensação em outras províncias vizinhas do Império Otomano, com base na mútua origem da população. Em 22 de Janeiro [Calend. antigo 10 de Janeiro]  de 1868, foram trocadas as ratificações.  Em 28 de Fevereiro [Calend. antigo 16 de Fevereiro]  de 1868, uma convenção militar em operações de guerra contra o Império Otomano foi assinada. 
O tratado não entrou em vigor, haja vista o Príncipe Mihailo III seria assassinado logo depois, em 10 de junho de 1868.[carece de fontes?]